# زاغ مقنع
الزاغ المُقلنس أو الغراب الأبقع أو ابن دَأْيَة (الاسم العلمي: Corvus cornix) هو نوع من الغُرابيات واسعة الانتشار حيث توجد في شمال وشرق أوروبا وغرب آسيا وشمال غرب مصر. طائر ذو كِسوة رمادية فاتحة أما الرأس والجناحان والذيل والفخذان سود. مثل غيره من الغرابيات فالزاغ المُقلنس طائر انتهازي يتغذى على طائفة واسعة من الطعام فهو قارت.
يتشابه الزاغ المُقلنس شكليًا وسلوكيًا مع الزاغ الجيفي كثيرًا لدرجة أن معظم الجهات اعتبرتها لسنوات عديدة نُويعات جغرافية مُختلفة لنوع واحد. لوحظ التهجين في المناطق التي تتداخل نطاقاتهما مما أضاف وزنًا لهذا الرأي. ومع ذلك، منذ عام 2002، رُفع الزاغ المُقلنس إلى نوع مُستقل بعد المراقبة الدقيقة؛ كان التهجين أقل من المتوقع وتراجعت قوته.

## التسمية
سُمّي بابن دَأْيَة لأنه إذا رأي دبرة في ظهر بعير أو قرحة في عنقه نزل عليها ونقرها في إلى الديات، إي إلى الفقار

## معرض الصور
|  |  |

## التصنيف
كان الزاغ المُقلنس أحد الأنواع العديدة التي وصفها كارولوس لينيوس في الطبعة العاشرة من كتابه الشهير نظام الطبيعة عام 1758 وأعطاه الاسم العلمي «Corvus cornix». حدد لينيوس منطقة العينة بأوروبا، ولكن كان عالم الطيور الألماني إرنست هارترت قد اقتصره على السويد في عام 1903. اسم الجنس «Corvus» لاتيني يعني «الغراب» بينما الصفة المحددة «cornix» لاتينية هي الأخرى وتعني «الزاغ». اُعتبر الزاغ المُقلنس لاحقًا نوَيعةً من الزاغ الجيفي لسنوات عديدة، وكان يُعرف باسم «Corvus corone cornix»، بسبب التشابه في الشكل والسلوكيات. عُيِّن اسم الزاغ المقلنس (بالإنجليزية: Hooded crow)‏ اسمًا رسميًا من لجنة الطيور العالمية.

### النُوَيعات
للزاغ المُقلنس أربع نُويعات وهي:
- النُوَيعة الزاغية (C. c. cornix): تنتشر شمال أوروبا إلى وادي ينيسي وأوكرانيا وكورسيكا وإيطاليا.
- النُوَيعة الشاربية (C. c. Sharpii): تنتشر في البر الرئيسي لإيطاليا إلى البلقان والأناضول وشمال إيران وكازاخستان. هذه النُويعة أشحب من النُويعة الزاغية.
- النُوَيعة الشاحبة (C. c. pallescens): تنتشر في قُبرص وجنوب تُركيا إلى الشام وشمال العراق ومصر. هذه النُوَيعة أصغر وأشحب من النُوَيعة الشاربية.
- النُوَيعة القسيسية (C. c .capellanus): تنتشر في جنوب العراق وجنوب غرب إيران. منقارها كبير وكِسوتها شاحبة جدًا حيث أن الأجزاء الرمادية تكاد تكون بيضاء. ربما تكون مُتميزةً كفاية لتكون نوعًا مستقلًا.[8]

1. ↑  Linnaeus, Carl (1758). Systema naturae per regna tria naturae, secundum classes, ordines, genera, species, cum characteribus, differentiis, synonymis, locis. Tomus I. Editio decima, reformata (باللاتينية). Holmiae. (Laurentii Salvii). Vol. v.1. p. 105. Archived from the original on 2023-10-23. C. cineraſ cens, caplte gula alis caudaque nigris.
2. ↑  Hartert, Ernst (1909). Die Vögel der paläarktischen Fauna (بالألمانية). Berlin: R. Friedländer und Sohn. Vol. 1. p. 9. Archived from the original on 2023-11-06.
3. ↑  Mayr، Ernst؛ Greenway، James C. Jr، المحررون (1962). Check-List of Birds of the World. Cambridge, Massachusetts: Museum of Comparative Zoology. ج. 15. ص. 271–272. مؤرشف من الأصل في 2023-11-06.
4. ↑  Jobling، James A. (2010). The Helm Dictionary of Scientific Bird Names. London: Christopher Helm. ص. 119, 118. ISBN:978-1-4081-2501-4.
5. ↑  Vere Benson، S. (1972). The Observer's Book of Birds. London: Frederick Warne & Co. Ltd. ISBN:978-0-7232-1513-4.
6. ↑  Svensson، Lars؛ Mullarney، Killian؛ Zetterström، Dan (2009). Collins Bird Guide (ط. 2nd). London: HarperCollins. ص. 366. ISBN:978-0-00-726814-6.
7. ↑  Gill، Frank؛ Donsker، David؛ Rasmussen، Pamela، المحررون (يناير 2022). "Crows, mudnesters, birds-of-paradise". IOC World Bird List Version 12.1. International Ornithologists' Union. اطلع عليه بتاريخ 2022-03-20.
8. ↑  Madge, Steve & Burn, Hilary (1994): Crows and jays: a guide to the crows, jays and magpies of the world. A&C Black, London. (ردمك 0-7136-3999-7)